# Distretto di Nam Khun
Il distretto di Nam Khun (in thailandese: น้ำขุ่น) è un distretto (amphoe) della Thailandia, situato nella provincia di Ubon Ratchathani.